# Богория (вулкан)
Богория — вулкан. Располагается в провинции Рифт-Валли, Кения. Другое название вулкана — Ханнингтон (англ. Hannington).
Богория — щитовой вулкан, в Великой рифтовой долине. Находится к западу от одноимённого озера. Вблизи вулкана активны гейзеры. В 1828 году наблюдалось землетрясение. Какой-либо вулканической деятельности в исторический период замечено не было. Вулкан сформировался в эпоху плейстоцена.